# Kunming-Csangsuji nemzetközi repülőtér
A Kunming-Csangsuji nemzetközi repülőtér (IATA: KMG, ICAO: ZPPP) nemzetközi repülőtér Kínában, Kunming közelében. 2018-as forgalma alapján Kína 6,. a világ 35. legforgalmasabb repülőtere. Kezelője a Yunnan Airport Group. Éves utasforgalma 21 237 520 fő (2022).

## Futópályák
A repülőtér futópályái:
- 03/21
- 04/22

## Forgalom
Az utasforgalom az elmúlt években az alábbi módon változott:
| Utasok száma | 5 604 090 | 7 087 156 | 11 818 682 | 15 725 791 | 20 192 243 | 23 979 259 | 37 523 098 | 44 727 691 | 32 989 127 | 21 237 520 |
|              | 2000      | 2002      | 2005       | 2007       | 2010       | 2012       | 2015       | 2017       | 2020       | 2022       |

## Légitársaságok és úticélok
2023-ban a Kunming-Csangsuji nemzetközi repülőtérről az alábbi járatok indulnak:

### Személy

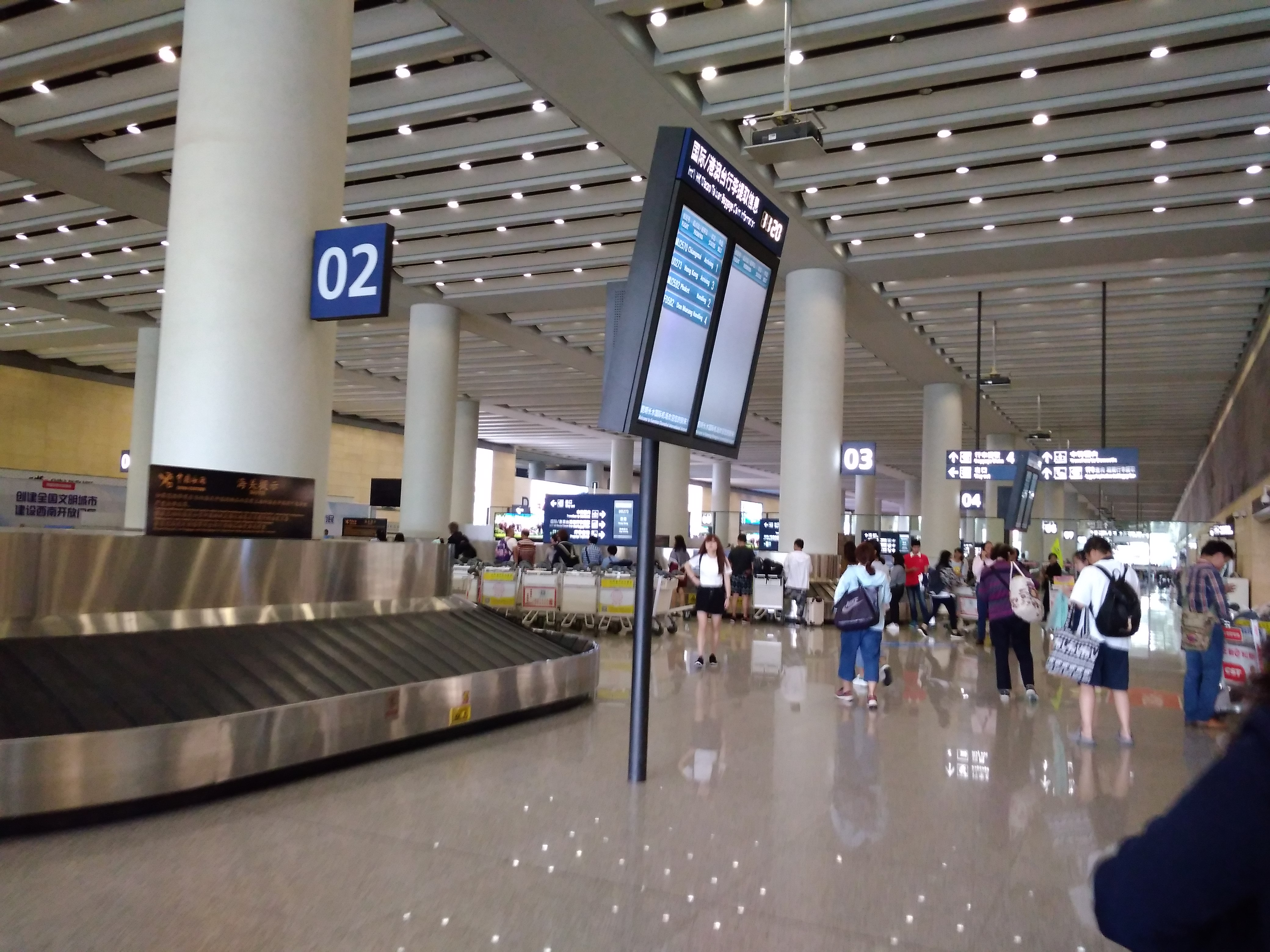
Baggage claim area

| Légitársaság               | Célállomások |
| -------------------------- | --- |
| AirAsia                    | Kuala Lumpur–International |
| Air China                  | Beijing–Capital, Beijing–Daxing, Chengdu–Tianfu, Hangzhou, Harbin, Shanghai–Pudong, Shenyang, Tianjin, Yangon, Zunyi–Maotai |
| Air Guilin                 | Guilin |
| Air Travel                 | Changchun, Chengdu–Shuangliu, Hailar, Hohhot, Lanzhou, Nanchang, Nanjing, Nantong, Qingdao, Shenyang, Wuxi, Yantai, Zhuhai |
| Batik Air                  | Charter: Jakarta–Soekarno-Hatta |
| Batik Air Malaysia         | Kuala Lumpur–International |
| Beijing Capital Airlines   | Beijing–Daxing, Hangzhou, Harbin, Ningbo, Qingdao, Shijiazhuang |
| Chengdu Airlines           | Changsha, Chengdu–Shuangliu, Chengdu–Tianfu, Dazhou, Nanjing, Shenyang, Wenzhou |
| China Eastern Airlines     | Bangkok–Suvarnabhumi, Baoshan, Beijing–Daxing, Cangyuan, Changchun, Changsha, Changzhou, Chengdu–Tianfu, Chiang Mai, Chongqing, Colombo–Bandaranaike, Dali, Dalian, Datong, Dhaka, Diqing, Dubai–International, Fuyang, Fuzhou, Guangzhou, Guilin, Handan, Hangzhou, Hanoi, Harbin, Hefei, Ho Chi Minh City, Hohhot, Hong Kong, Huai'an, Huangshan, Jieyang, Jinan, Jinggangshan, Jining, Kathamndu, Kuala Lumpur–International, Lancang, Lanzhou, Lhasa, Lijiang, Lincang, Luang Prabang, Luoyang, Luzhou, Malé, Mandalay, Mangshi, Nanchang, Nanchong, Nanjing, Nanning, Ningbo, Ninglang, Ordos, Phnom Penh, Phuket, Pu'er, Qingdao, Rizhao, Sanming, Sanya, Seoul–Incheon, Shanghai–Hongqiao, Shanghai–Pudong, Shangrao, Shenyang, Shenzhen, Shijiazhuang, Siem Reap, Singapore, Taiyuan, Taizhou, Tengchong, Tianjin, Tokyo–Narita, Tongren, Ürümqi, Vientiane, Wenzhou, Wuhan, Wuxi, Xiamen, Xi'an, Xinyang, Xishuangbanna, Yancheng, Yangon, Yantai, Yibin, Yichang, Yinchuan, Yiwu, Yongzhou, Yulin (Shaanxi), Yuncheng, Zhanjiang, Zhaotong, Zhengzhou, Zhuhai |
| China Express Airlines     | Chongqing, Quzhou, Tianjin, Wenshan |
| China Southern Airlines    | Beijing–Daxing, Changchun, Changsha, Chongqing, Dalian, Guangzhou, Haikou, Harbin, Jieyang, Jinan, Liuzhou, Qingdao, Sanya, Shanghai–Pudong, Shenyang, Shenzhen, Ürümqi, Wuhan, Xi'an, Yinchuan, Zhengzhou, Zhuhai |
| China United Airlines      | Beijing–Daxing, Hanzhong, Longnan, Lüliang, Wenzhou |
| Chongqing Airlines         | Huizhou, Mangshi |
| Citilink                   | Charter: Batam, Manado |
| Dalian Airlines            | Dalian, Shiyan |
| Donghai Airlines           | Nantong, Shenzhen, Yichang |
| Fuzhou Airlines            | Fuzhou |
| GX Airlines                | Haikou |
| Hainan Airlines            | Beijing–Capital, Changsha, Dalian, Haikou, Lanzhou, Shenzhen, Xi'an |
| Hebei Airlines             | Hangzhou, Shijiazhuang |
| Juneyao Air                | Bijie, Hangzhou, Kuala Lumpur–International (kezdődik 2024 május 31-től), Nanjing, Shanghai–Hongqiao, Shanghai–Pudong, Yueyang |
| Kunming Airlines           | Bangkok–Suvarnabhumi, Changchun, Changsha, Chengdu–Shuangliu, Chongqing, Dazhou, Guangzhou, Haikou, Hangzhou, Harbin, Huizhou, Jinan, Jingzhou, Mangshi, Nanchang, Nanjing, Nantong, Phuket, Qingdao, Qinhuangdao, Quanzhou, Shanghai–Pudong, Shenzhen, Shijiazhuang, Taiyuan, Taizhou, Tengchong, Tianjin, Wenzhou, Wuhan, Xiamen, Xi'an, Xiangyang, Yangzhou, Yinchuan, Zhengzhou, Zunyi–Maotai |
| Loong Air                  | Hangzhou, Shenyang, Xi'an, Xuzhou |
| Lucky Air                  | Anqing, Bangkok–Suvarnabhumi, Baoshan, Beijing–Capital, Cangyuan, Chengdu–Shuangliu, Chengdu–Tianfu, Chiang Mai, Dalian, Diqing, Fuzhou, Ganzhou, Guangzhou, Haikou, Hangzhou, Harbin, Hefei, Hohhot, Jieyang, Jinan, Jinzhou, Lancang, Lanzhou, Luang Prabang, Mangshi, Mianyang, Nanchang, Nanjing, Ningbo, Ninglang, Qingdao, Sanya, Shanghai–Hongqiao, Shanghai–Pudong, Shenyang, Shenzhen, Shijiazhuang, Taiyuan, Tengchong, Ürümqi, Vientiane, Wenzhou, Wuhan, Xiamen, Xi'an, Xishuangbanna, Xuzhou, Yichang, Yichun (Jiangxi), Yinchuan, Zhanjiang, Zhengzhou, Zhuhai |
| Okay Airways               | Changsha, Hefei, Quanzhou, Tianjin |
| Qingdao Airlines           | Changchun, Chenzhou, Quanzhou, Tianjin |
| Ruili Airlines             | Baotou, Changchun, Changzhi, Changzhou, Chengdu–Shuangliu, Chengdu–Tianfu, Chiang Mai, Chiang Rai, Dalian, Enshi, Ezhou, Fuzhou, Harbin, Hohhot, Jiayuguan, Lanzhou, Lianyungang, Mangshi, Nantong, Nanyang, Nha Trang, Ningbo, Phuket, Qingdao, Qionghai, Shenyang, Sihanoukville, Tangshan, Taiyuan, Tengchong, Tianjin, Wenzhou, Wuhan, Wuxi, Xi'an, Xining, Xinzhou, Xishuangbanna, Yantai, Zhuhai |
| Scoot                      | Singapore |
| Shandong Airlines          | Hefei, Jinan, Jingdezhen, Nanjing, Qingdao, Shenyang, Ürümqi, Xiamen, Yantai |
| Shanghai Airlines          | Changsha, Hengyang, Jieyang, Shanghai–Hongqiao, Shanghai–Pudong, Xishuangbanna, Wenzhou, Zhengzhou |
| Shenzhen Airlines          | Guangzhou, Nanchang, Quanzhou, Shenzhen, Wuxi, Yantai, Yuncheng, Zhengzhou |
| Sichuan Airlines           | Bazhong, Beijing–Capital, Changchun, Changsha, Changzhou, Chengdu–Shuangliu, Chengdu–Tianfu, Chongqing, Dalian, Dunhuang, Guangyuan, Guangzhou, Hangzhou, Harbin, Jinan, Lanzhou, Lhasa, Linfen, Lijiang, Longyan, Mangshi, Nanchang, Nanjing, Ningbo, Qingdao, Shanghai–Pudong, Shenyang, Tianjin, Ürümqi, Vientiane, Wanzhou, Wuxi, Xiamen, Xi'an, Xining, Xuzhou, Zhengzhou |
| Spring Airlines            | Changde, Mangshi, Ningbo, Qianjiang, Shanghai–Hongqiao, Shanghai–Pudong, Shijiazhuang, Yangzhou |
| Thai AirAsia               | Bangkok–Don Mueang |
| Thai Airways International | Bangkok–Suvarnabhumi |
| Tianjin Airlines           | Changsha, Haikou, Tianjin, Xi'an |
| Tibet Airlines             | Chengdu–Shuangliu, Lhasa, Mangshi, Xi'an, Yuncheng |
| Vietnam Airlines           | Ho Chi Minh City |
| West Air                   | Hefei, Nanjing, Zhengzhou |
| XiamenAir                  | Fuzhou, Hangzhou, Quanzhou, Xiamen |

### Cargo
| Légitársaság       | Célállomások               |
| ------------------ | -------------------------- |
| YTO Cargo Airlines | Bengaluru, Karachi, Lahore |

## Lásd még
- A világ legforgalmasabb repülőterei utasszám alapján